# 霍布爾托瓦
50°48′53″N 24°27′29″E / 50.81472°N 24.45806°E
霍布爾托瓦（烏克蘭語：Хобултова），是烏克蘭西北部的村莊，隸屬沃倫州的沃洛德米爾區。該村始建於1518年，面積3.14平方公里，海拔高度220米，2001年人口731，人口密度每平方公里233.17人。